# 多尼昂
多尼昂（法語：Dognen，法語發音：[dɔɲɛ̃]）是法国大西洋比利牛斯省的一个市镇，位于该省中部，属于奥洛龙-圣玛丽区。

## 地理
多尼昂（43°17'30"N, 0°44'27"W）面积6.79 平方千米，位于法国新阿基坦大区大西洋比利牛斯省，该省份为法国东南部省份，涵盖了贝阿恩与北巴斯克，西临大西洋比斯開灣，北至朗德省，东北接热尔省，东临上比利牛斯省，南与西班牙接壤。
与多尼昂接壤的市镇（或旧市镇、城区）包括：居尔斯、雅斯、莱-拉米杜、奥热讷-康普托尔、普雷沙克若斯拜、普雷沙克-纳瓦朗克斯。
多尼昂的时区为UTC+01:00、UTC+02:00（夏令时）。

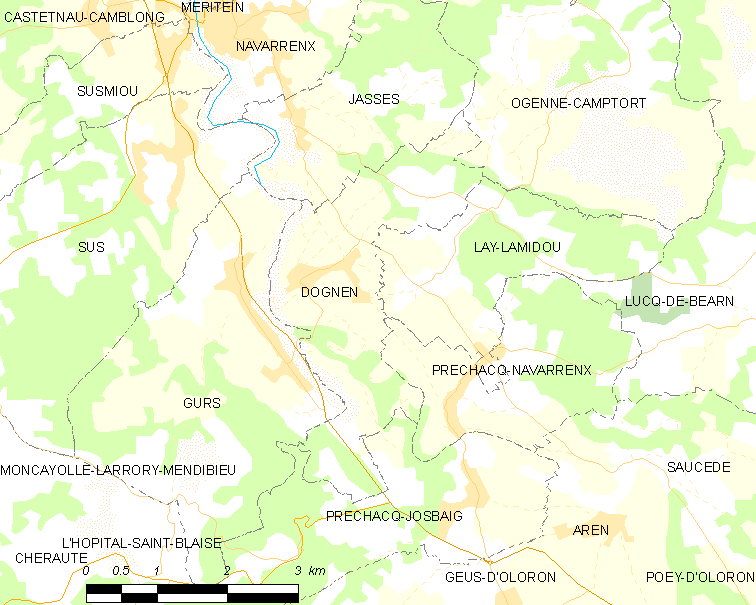
多尼昂的OSM定位图

## 行政
多尼昂的邮政编码为64190，INSEE市镇编码为64201。

## 政治
多尼昂所属的省级选区为贝阿恩中心县。

## 人口

1962-2008年间多尼昂人口变化图示

多尼昂于2022年1月1日时的人口数量为230人。